# Beatenberg
Beatenberg es una comuna suiza del cantón de Berna, situada en el distrito administrativo de Interlaken-Oberhasli. Limita al norte con la comuna de Eriz, al este con Habkern y Unterseen, al sur con Därligen, Leissigen y Krattigen, y al oeste con Sigriswil y Horrenbach-Buchen.
Hasta el 31 de diciembre de 2009 situada en el distrito de Interlaken.

## Turismo
- Cuevas de San Beato.
- El Niederhorn.
- Vista del grupo de la Jungfrau.

## Transportes
- Bus Interlaken – Beatenberg
- Puerto de barcos sobre el Lago de Thun.
- Funicular Beatenbuch – Beatenberg
- Telesillas Beatenberg - Niederhorn.